# Schloss Burgscheidungen

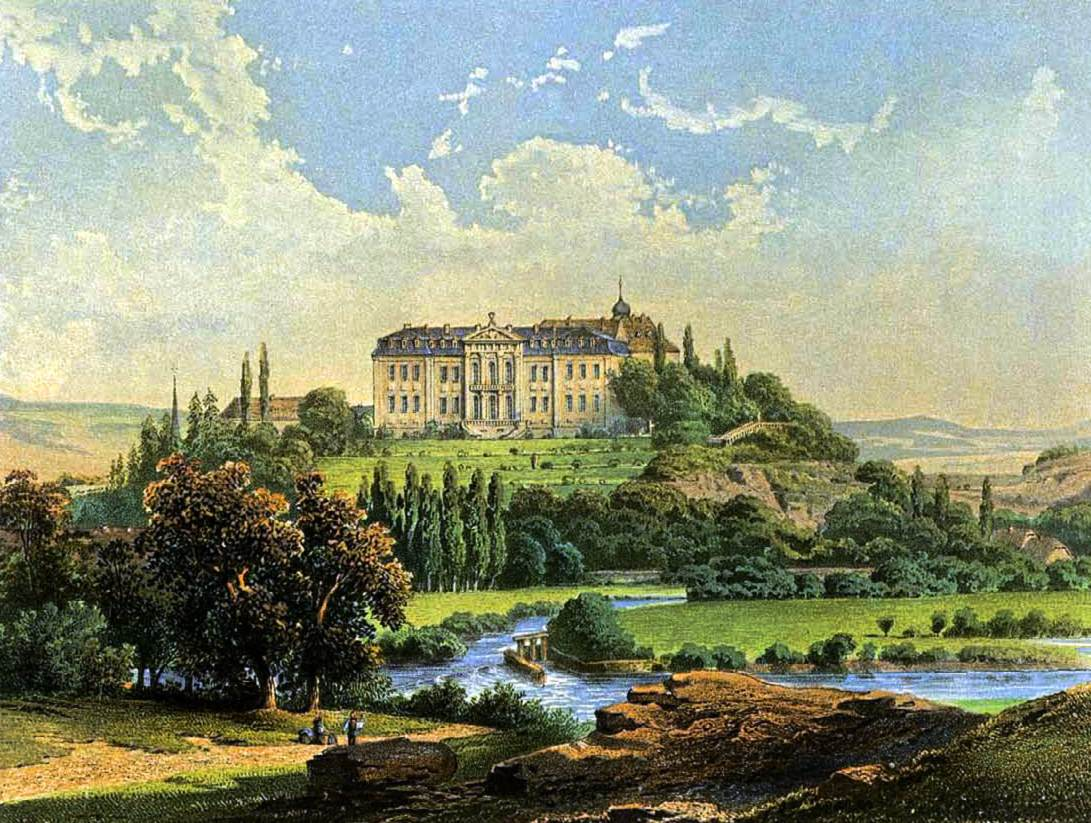
Schloss Burgscheidungen um 1860, Sammlung Alexander Duncker

Das Schloss Burgscheidungen ist ein barockes Schloss im gleichnamigen Ort im Burgenlandkreis in Sachsen-Anhalt. Die hoch über der Unstrut liegende Anlage geht auf eine wohl im 8. Jahrhundert gegründete Burg zurück. Das Schloss und der Schlossgarten gehören heute zum Projekt Gartenträume Sachsen-Anhalt.

## Geschichte

### Besiedlung in der Ur- und Frühgeschichte
Der über den Ort und die Unstrut ragende Burgberg war bereits im Neolithikum besiedelt.

### Angebliche Burg oder Königssitz des Thüringerreiches im 6. Jahrhundert
Der sächsische Geschichtsschreiber Widukind von Corvey gibt in seiner in den 960er Jahren entstandenen Sachsengeschichte an, die Thüringer unter ihrem König Herminafried seien bei einer Schlacht „in einer Burg, die Scithingi genannt wird, die über einem Unstrut genannten Fluss liegt“, von den Franken vernichtend geschlagen worden. Diese Ortsangabe erscheint hier erstmals in den schriftlichen Quellen, mehr als 400 Jahre nach den Ereignissen. Über den Untergang des Thüringer Königreiches liegt mit den im späten 6. Jahrhundert von Gregor von Tours verfassten Decem libri historiarum eine nahezu zeitgenössische Quelle vor. In dieser wird die entscheidende Schlacht, die im Jahr 531 n. Chr. stattfand, ohne nähere Ortsangabe allgemein an der Unstrut verortet. Vermutlich wollte Widukind diese Angabe genauer lokalisieren und brachte diese Nachricht mit einer wichtigen und ihm zweifellos bekannten Burg an der Unstrut in Verbindung. Über 1000 Jahre lang wurde diese Angabe nun weiter fortgeschrieben und wurde nahezu zur historischen Gewissheit. Erst in der zweiten Hälfte des 20. Jahrhunderts kamen in der modernen Geschichtswissenschaft und vor allem in der Archäologie starke Zweifel an der Lokalisierung der Schlacht bei Widukind auf. Bei archäologischen Ausgrabungen auf dem Burgberg durch das Landesmuseum für Vorgeschichte in Halle (Saale) unter der Leitung von Berthold Schmidt zwischen 1960 und 1962 wurden keine bis in die Merowingerzeit zurückreichende Funde und Befunde angetroffen. Ebenfalls fehlen für ein solches Zentrum zu erwartende Gräberfelder mit reicher Grabausstattung im Umland. Wenn auch bislang aus dem mitteldeutschen Raum kaum Kenntnisse über die Lage und Gestalt der königlichen Herrschaftssitze der Thüringer vorliegen, so ist die Existenz eines solchen Königshofes auf oder bei dem Burgberg Burgscheidungen doch sehr unwahrscheinlich.

### Die Burg in der Karolingerzeit
In einem zwischen 881 und 899 entstandenen Verzeichnis des Zehnten des Klosters Hersfeld wurde Scheidungen als zehntpflichtiger Ort Scidinge im Friesenfeld urkundlich erwähnt. Der Ortsname wurde auch von der Scidingeburg übernommen, dem Vorgänger der hoch- und spätmittelalterlichen Burg und des heutigen Schlosses. Bis auf Teile eines in das 8./9. Jahrhundert datierten Grabens, die bei den Ausgrabungen in den 1960er Jahren angeschnitten wurden, sind von der karolingerzeitlichen Burg bislang keine Baureste bekannt.

### Die Burg im Besitz des Bistums Bamberg
Im Jahre 1043 schenkte Kaiser Heinrich III. sie seiner Frau Agnes von Poitou das nach Erbrecht an ihn gefallene Landgut Scheidingen als Morgengabe. 1069 schenkte diese wiederum die Burg Scheidungen dem Bistum Bamberg, das von da an bis 1803 als Oberlehnsherr verschiedene adlige Familien damit weiter belehnte.

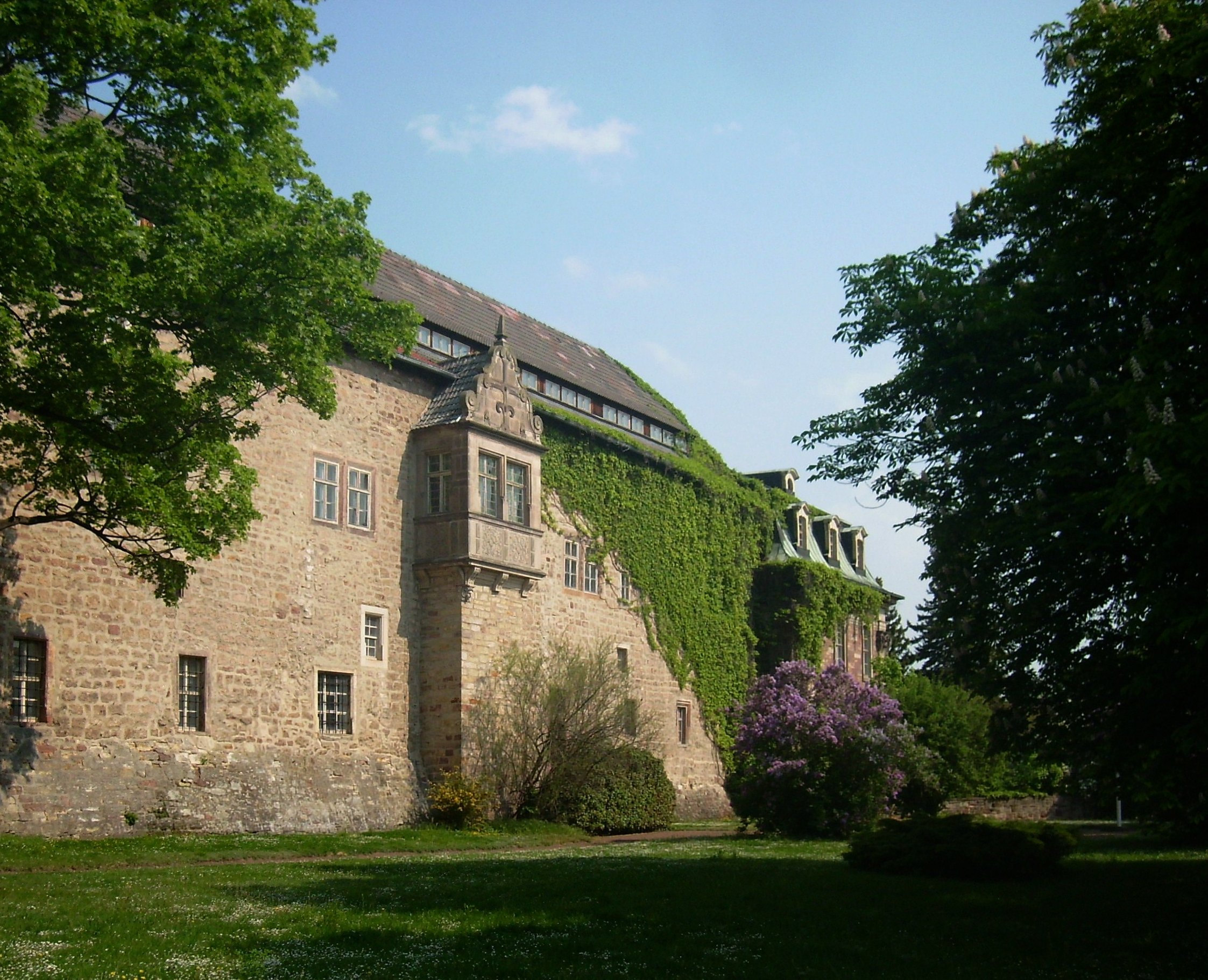
Renaissancetrakt

Von 1128 bis 1667 hatte das gleichnamige Ministerialgeschlecht von Scheidingen, das zur ehrbaren Mannschaft der Burg gehörte, dort seinen Stammsitz. Aus dieser Zeit stammt die erhaltene Renaissance-Bausubstanz.

### Burgscheidungen unter der Familie von Hoym
1612 und 1625 erhielten die Gebrüder von Hoym von Fürst Johann Georg bzw. Christian I. von Anhalt ihren bereits 1598 verliehenen Anspruch auf Burgscheidungen bestätigt und wurden 1629 nach dem Aussterben der Vorbesitzer von Wiehe gemeinsam mit denen von Wuthenau und Vertretern der Familie Schilling tatsächlich mit Burgscheidungen belehnt. Nachdem sich die Gebrüder von Hoym mit den Mitbesitzern Wuthenau und Schilling vertraglich über die Überlassung derer Anteile geeinigt hatten, wurden sie am 26. Januar 1630 von Fürst Christian von Anhalt-Bernburg mit Burgscheidungen belehnt.
1699 kam die 19-jährige braunschweigische Hofdame Anna Constantia von Brockdorff als zukünftige Gemahlin des Adolph Magnus von Hoym nach Burgscheidungen. Nach längerem Brautstande fand 1703 die Vermählung statt. Die Ehe des Adolph Magnus von Hoym mit Anna Constantia verlief nicht glücklich. Im Januar 1705 wurde Adolph Magnus gezwungen, in eine Scheidung einzuwilligen und so wurde die Ehe am 8. August 1705 geschieden. Der König von Polen und Kurfürst von Sachsen, August „der Starke“ bzw. August II. (Polen), erwählte sie zur Mätresse und erwirkte später beim Kaiser ihre Erhebung in den Stand einer Reichsgräfin Cosel als Anna Constantia Gräfin von Cosel.

### Der Barockumbau unter der Familie von der Schulenburg

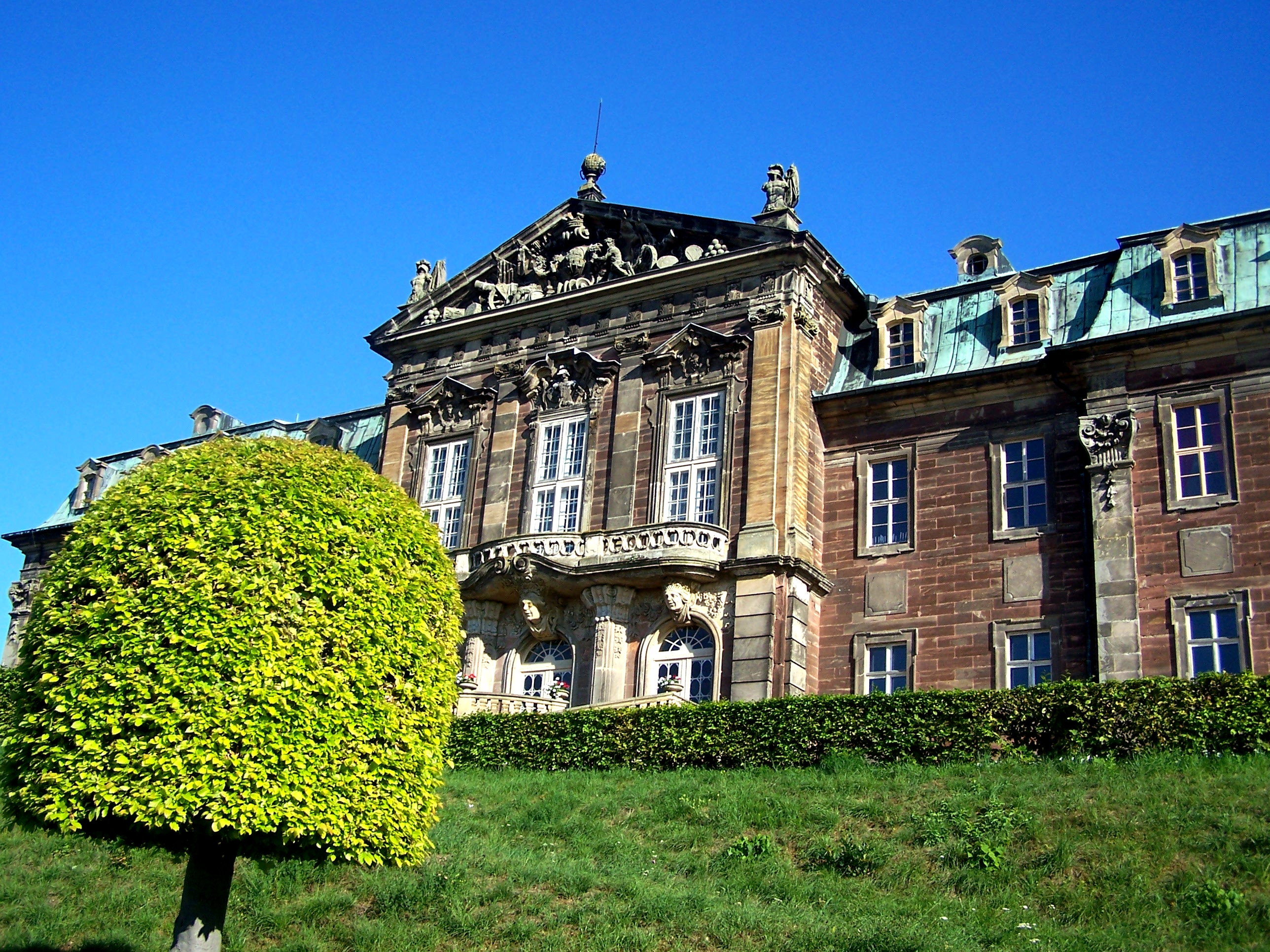
Barocke Parkfront

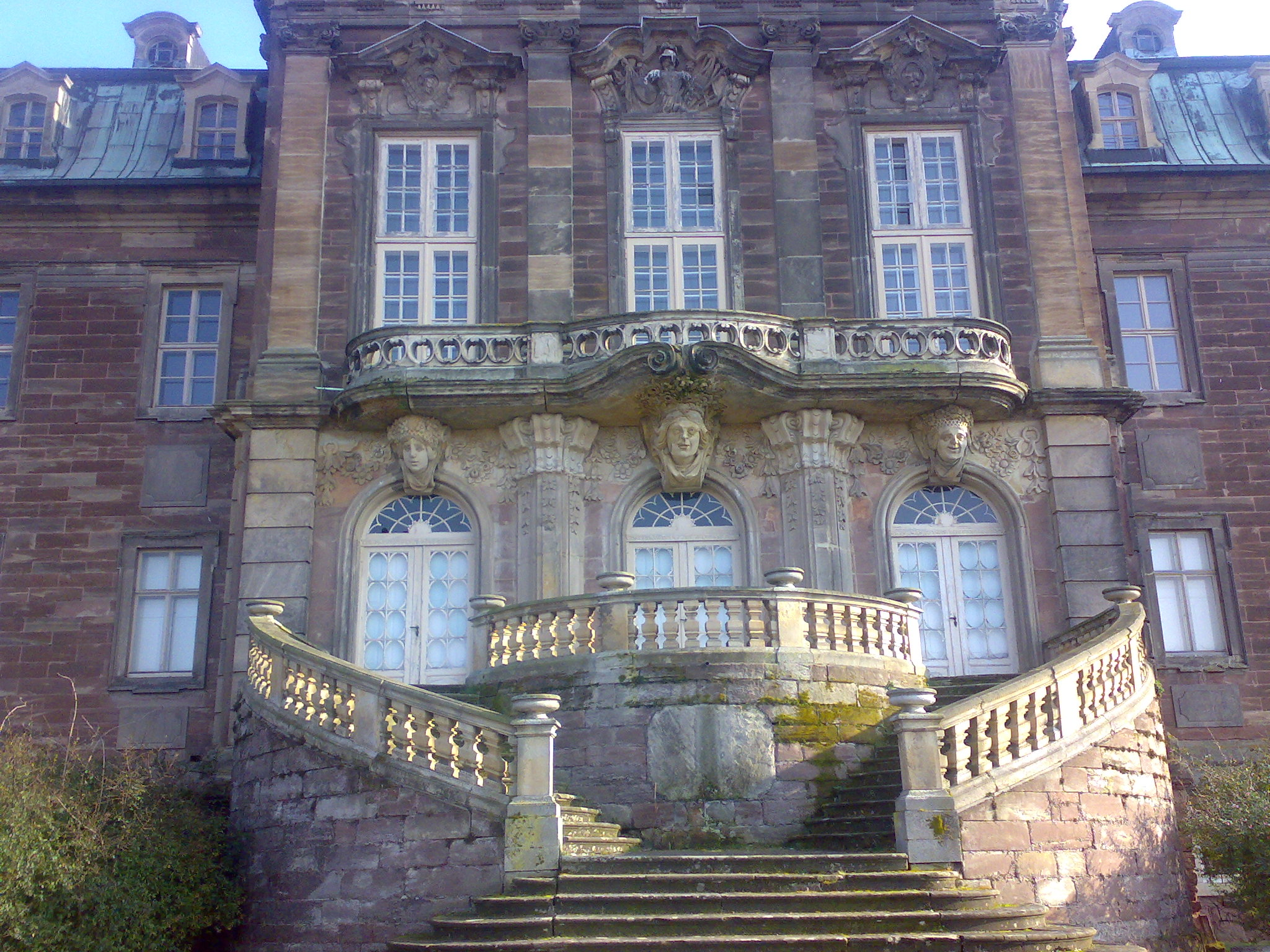
Portal

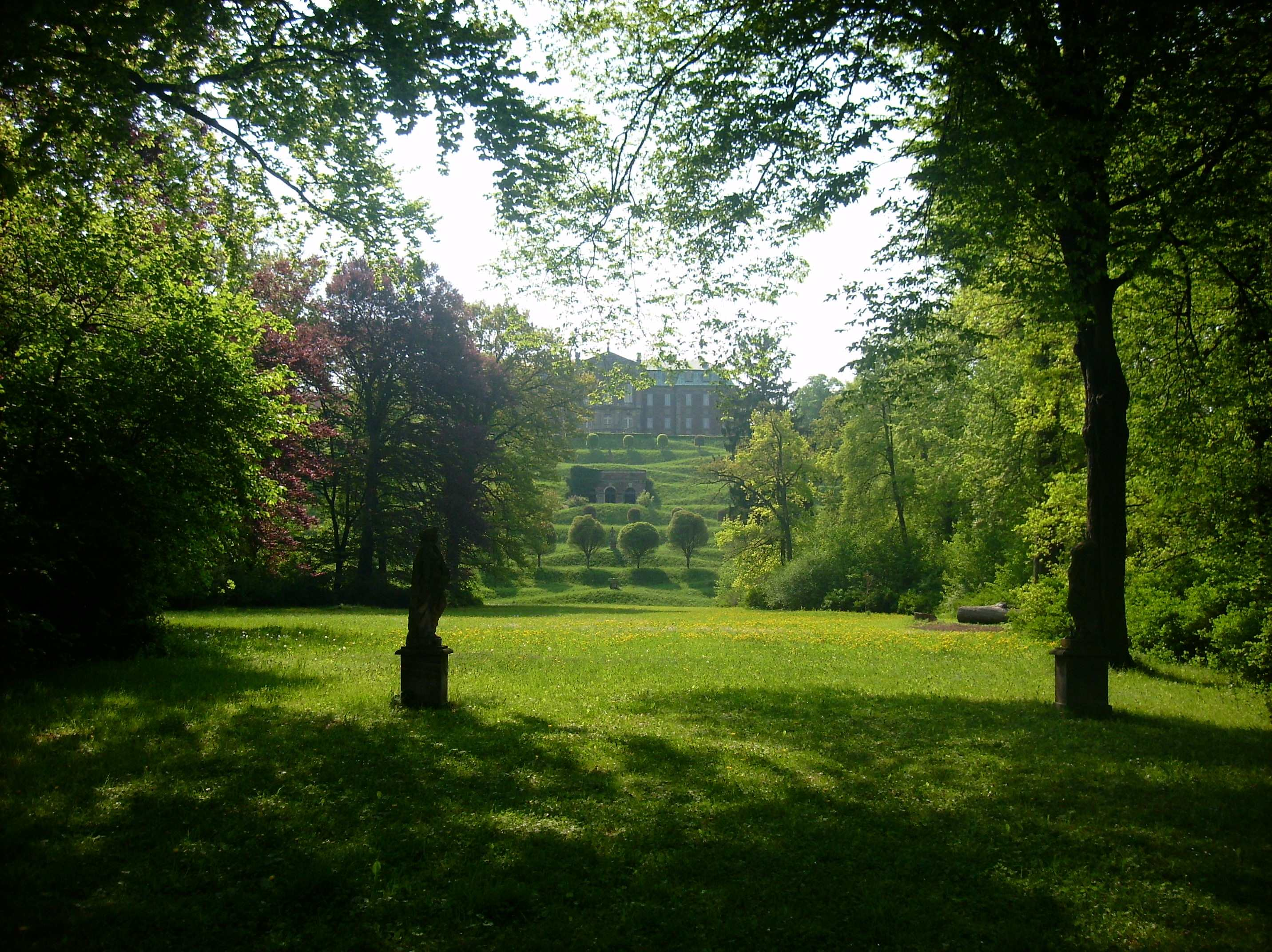
Park mit terrassiertem Schlosshügel

Nach wechselvoller Geschichte und verschiedenen Besitzern ging Burgscheidungen 1722 an die Familie von der Schulenburg über, welche daraufhin die Burg zwischen 1724 und 1729 vom Leipziger Landbaumeister David Schatz zu einem Barockschloss umgestalten ließen. Schatz war ein Schüler des Zwingerbaumeisters Pöppelmann, der den Dresdner Barock nach Leipzig gebracht hat. Vollendet wurde der innere und äußere Ausbau erst 1732. Aus dieser Zeit stammt auch der von Schatz terrassenartig angelegte Schlosspark, der von einem kleinen Kanal abgegrenzt wird. Burgscheidungen verblieb im Besitz der Familie von der Schulenburg bis 1945.
Als Gesellschafter der Grafen von der Schulenburg verweilte von 1760 bis 1761 in Burgscheidungen der Leipziger Hofmeister und spätere Obersteuereinnehmer, Christian Felix Weiße, welcher mit Gotthold Ephraim Lessing, Christian Fürchtegott Gellert, Conrad Ekhof und Gottlieb Wilhelm Rabener eng befreundet sowie als Dichter und Jugendschriftsteller bekannt geworden war. Während seines Aufenthaltes auf Burgscheidungen entstanden die Tragödien „Crispus“, „Mustapha und Zeangir“, „Rosamunde“; die Lustspiele „Die Haushälterin“, „Der Mißtrauische gegen sich selbst“ und die „Neue Weiberschule“ sowie eine Übersetzung des Tyrtäos und die „Amazonenlieder“ (1760).

### Das Schloss nach dem Zweiten Weltkrieg, in der DDR und nach der Wende
Die Familie von der Schulenburg wurde im Herbst 1945 durch die Bodenreform enteignet. Das Schloss Burgscheidungen wurde 1946 dem FDGB als Erholungsheim überlassen. Ab Dezember 1950 wurde es als Ausbildungsstätte für Pionierleiter genutzt, ab 1951 unter dem Namen „Ernst Thälmann“ als Landesschule für Pionierleiter der FDJ. Später diente das Schloss auch als Sonderschule des Zentralrates der FDJ für Auslandsstudenten.
Von 1955 bis 1990 befand sich im Schloss die Zentrale Schulungsstätte „Otto Nuschke“ der CDU der DDR.
1972 wurde im Innenhof eine von dem Bildhauer Bruno Kubas geschaffene Gedenktafel für alle Christen angebracht, die Opfer der Nazidiktatur geworden waren. Die Bronzetafel wurde nach 1990 von der Treuhandanstalt entfernt, ebenso wie das dem gleichen Thema gewidmete Traditionszimmer im Innern des Schlosses.

### Privatbesitz Bernd Artinger (2008 – 2020)
Nach dem Kauf Ende 2007 (Grundbucheintrag August 2008) begann der Unternehmer Bernd Artinger mit umfangreichen Sicherungs- und Umbauarbeiten. Er richtete das Café Gräfin Cosel, Gästezimmer und eine „Brunnen-Bar“ ein und ließ Teile des Barockparks wiederherstellen. Außerdem etablierten sich das Schloss und seine Festsäle als begehrte Hochzeits- und Eventlocation.
Zu den bekanntesten Nutzungen zählen:
- Filmdreh „Der Nanny“ (2014) mit Matthias Schweighöfer[5]
- Filmdreh „Hanni & Nanni - Mehr als beste Freunde“ (2016)[6]

- „Kyffhäusertreffen“ des AfD-Flügels (Mai 2018)[7]
- Barockball „Gräfin Cosel“ (2013–2019)[8]

Bis 2018 investierte Artinger laut Presseberichten einen mittleren einstelligen Millionenbetrag in Dach-, Fassaden- und Saalsanierungen. Trotz dieser Fortschritte belasteten hohe Denkmalschutzauflagen und laufende Unterhaltskosten das Projekt. Nach 13 Jahren sah sich Artinger gezwungen, sich von dem Anwesen zu trennen.

### Das Schloss heute als „Crypto Castle“
Im Jahr 2020 erfolgte ein Betreiberwechsel mit gleichzeitiger Neuausrichtung. Das Schloss wird seitdem „CryptoCastle“ genannt und soll als Co-Living-Space, Konferenzzentrum und Kulturstätte mit Fokus auf Blockchain-, KI- und IoT-Themen fungieren. IT-Konferenzen werden angeboten, unter anderem fand 2021 ein Treffen der Bitcoin-Szene auf dem Schloss statt, und es soll ein Blockchain Museum entstehen.